# 巨柏
巨柏（学名：Cupressus gigantea）为柏科柏木属下的一个种，高可达50米，原产于中国东南部和西藏。它原为Cupressus torulosa的亚种。

## 扩展阅读
- 維基物種上的相關：巨柏